# Pisanella
Pisanella là một chi ốc biển, là động vật thân mềm chân bụng sống ở biển trong họ Cancellariidae.

## Các loài
Các loài trong chi Pisanella gồm có:
- Pisanella antiquata (Hinds, 1844)[2]: đồng nghĩa của Tritonoharpa antiquata